# Paul d'Ivoi
Paul d'Ivoi, vlastním jménem Paul Charles Philippe Eric Deleutre (25. října 1856, Paříž – 6. září 1915, tamtéž) byl francouzský spisovatel dobrodružných a fantastických románů často situovaných do exotických zemí.

## Život
Paul d'Ivoi pracoval mnoho let jako novinář v denících Journal des Voyages a Le Matin, svůj první román však vydal až roku 1894 ve svých osmatřiceti letech a ještě ve spolupráci s Henrim Chabrillatem. Kniha Les cinq sous de Lavarède (Pět sous Lavarèdových, česky S prázdnou kapsou kolem světa) vyšla jako román na pokračování v novinách Le Petit Journal a měla velký úspěch. Proto d'Ivoi ve psaní knih pokračoval. Ve svém díle se nechal inspirovat Julesem Vernem, jednak jeho láskou k vědě, technice a k pokroku a jednak také tím, že své romány zastřešil názvem Les Voyages excentriques (Podivné cesty) po vzoru Vernových Les Voyages extraordinaires (Podivuhodné cesty).

## Dílo

### Les Voyages excentriques(Podivné cesty)
- Les cinq sous de Lavarède (1894, Pět sous Lavarèdových), česky jako S prázdnou kapsou kolem světa, ve spolupráci s Henrim Chabrillatem.
- Le Sergent Simplet (1895, Seržant Simplet),
- Cousin de Lavarède (1897, Lavarèdův bratranec), později pod názvem Le diamant d’Osiris (Osirisův diamant),
- Jean Fanfare (1897), později pod názvem La Diane de l'archipel).
- Corsaire Triplex (1898, Korzár Triplex),
- La capitaine Nilia (1898, Kapitán Nilia),
- Le docteur Mystère (1900, Tajemný doktor),
- Cigale en Chine (1901, Cvrček v Číně),
- Massiliague de Marseille (1902, Massiliague z Marseille),
- Les semeurs de glace (1903),
- Le serment de Daalia (1904), česky jako Mstitelé,
- Millionnaire malgré lui (1905, Milionářem proti své vůli),
- Le maître du drapeau bleu (1907, Pán modrého praporu),
- Miss Mousqueterr (1907, česky jako Dědička z Austrálie),
- Jud Allan, roi des lads (1909),
- La course au radium (1909, Honba za rádiem),
- L’aéroplane fantôme (1910),
- Les voleurs de foudre (1912, Zloději blesku),
- Message du Mikado(1912, Mikádovo poselství)
- Les dompteurs de l’or (1914),
- Match de milliardaires (1914, Za miliony kolem světa).

### Další díla
- Les briseurs d’épée (1903–1905),
- Les cinquante (1815) (1904), pod pseudonymem Paul Éric,
- L’île d’Elbe et Waterloo (1904), pod pseudonymem Paul Éric,
- La Patrie en danger, histoire de la guerre future (1906),
- Le capitaine Matraque (1906),
- L’espion d’Alsace (1906),
- Jalma la double (1907),
- Le canon du sommeil (1908, Uspávací dělo).

## Filmové adaptace
- Les cinq sous de Lavarède (1913), francouzský němý film, režie Henri Andérani.
- Les cinq sous de Lavarède (1927), francouzský němý film, režie Maurice Champreux.
- Jalma la double (1928), francouzský němý film, režie Roger Goupillières.
- Les cinq sous de Lavarède (1939), francouzský film, režie Maurice Cammage, v hlavní roli Fernandel.

## Česká vydání
- Tajemný doktor, Jos. R. Vilímek, Praha 1902, přeložil Jiří Guth, znovu Miroslav Láth, Praha 1923.
- Mstitelé, Jos. R. Vilímek, Praha 1906, přeložil Josef V. Sterzinger, znovu Miroslav Láth, Praha 1923.
- Milionářem proti své vůli, Jos. R. Vilímek, Praha 1907, přeložil Josef V. Sterzinger, znovu Miroslav Láth, Praha 1923.
- Korzár Triplex, Miroslav Láth, Praha 1923, přeložil Jan Střelba.
- Pán modrého praporu, Miroslav Láth, Praha 1924, přeložil Jan Střelba.
- Cvrček v Číně, Josef Nývlt, Kralupy nad Vltavou 1925, přeložil Jan Střelba.
- Honba za rádiem, Josef Nývlt, Kralupy nad Vltavou 1926, přeložil Jaroslav Nevolle.
- Dědička z Australie, Josef Nývlt, Kralupy nad Vltavou 1926, přeložil Adolf Muťovský.
- Zloději blesku, Josef Nývlt, Kralupy nad Vltavou 1929, přeložil Jaroslav Nevolle.
- Honba za rádiem, Albatros, Praha 1970, přeložil Václav Cibula.
- S prázdnou kapsou kolem světa, Albatros, Praha 1973, přeložil Václav Cibula.
- Mstitelé, Olympia, Praha 1993, přeložila Drahomíra Smutná.
- Tajemný doktor, Olympia, Praha 1994, přeložila Slávka Poberová.